# Desterro de Entre Rios
Desterro de Entre Rios este un oraș în Minas Gerais (MG), Brazilia.